# زبان اوکیناوایی
زبان اوکیناوایی (沖縄口/ウチナーグチ، Uchināguchi) یا اوکیناوایی مرکزی، یک زبان ریوکیویی شمالی است که بیشتر در نیمه جنوبی جزیره اوکیناوا و همچنین در جزایر اطراف همچون کراما، کومه‌جیما، توناکی، اگونی و شماری جزیره پیرامونی کوچکتر گویش می‌شود.  اوکیناوایی مرکزی با گویش اوکیناوایی شمالی که زبان کونیگامی نامیده می‌شود، متفاوت است. یونسکو هر دو زبان را در فهرست زبان‌های در معرض خطر قرار داده‌است. 

## واج‌شناسی

### واکه‌ها
اوکیناوایی دارای پنج واکه است که هر کدام به صورت کوتاه و بلند هستند. این واکه‌ها عبارتند از:
|            | پیشین | مرکزی | پسین |
| ---------- | ----- | ----- | ---- |
| بسته       | i i:  | (ɨ)   | u u: |
| بسته-میانه | e e:  |       | o o: |
| باز        |       | a a:  |      |

### همخوان‌ها
زبان اوکیناوایی دارای ۲۰ همخوان است که در جدول زیر نمایش داده شده‌اند (واج‌گونه‌ها در پرانتز هستند).
|         | لبی | لثوی  | لثوی- کامی | کامی | نرم‌کامی لبی‌شده | نرم‌کامی | چاکنایی |
| ------- | --- | ----- | ---------- | ---- | -------------- | ------- | ------- |
| خیشومی  | m   | n     |            |      |                | [ŋ)     |         |
| انسدادی | p b | t d   | t͡ɕ d͡ʑ      |      | kʷ ɡʷ          | k ɡ     | ʔ       |
| سایشی   | ɸ   | s (z) | (ɕ)        | (ç)  |                |         | h       |
| زنشی    |     | ɾ     |            |      |                |         |         |
| ناسوده  |     |       |            | j    | w              |         |         |